# Харриел, Нейтан
Нейтан Ли Уильям Харриел (англ. Nathan Lee William Harriel; 23 апреля 2001, Олдсмар, Флорида, США) — американский футболист, защитник клуба «Филадельфия Юнион».

## Карьера

### Клубная карьера
Харриел провёл три года, с 2015 по 2018, в юношеских командах футбольного клуба «Чарджерс» из города Клируотер, штат Флорида.
В 2018 году перешёл в академию клуба MLS «Филадельфия Юнион». 16 марта 2019 года Харриел дебютировал за «Бетлехем Стил», фарм-клуб «Филадельфии Юнион» в Чемпионшипе ЮСЛ, в матче против «Норт Каролины». В 2019 году он собирался поступить в Клемсонский университет и начать выступать за университетскую футбольную команду «Клемсон Тайгерз». Однако 17 июля 2020 года Харриел подписал контракт с «Филадельфией Юнион» по правилу доморощенного игрока, вступающий в силу 1 января 2021 года. «Филадельфия Юнион» выменяла права на него в MLS по правилу доморощенного игрока у «Орландо Сити» на пик первого раунда Супердрафта MLS 2021. За «Филадельфию Юнион» он дебютировал 3 сентября 2021 года в матче против «Нью-Инглэнд Революшн». 21 августа 2022 года в матче «Филадельфии Юнион II» в MLS Next Pro против «Нью-Инглэнд Революшн II» забил свой первый гол в карьере. 31 августа в матче между «Филадельфией Юнион» и «Атлантой Юнайтед» забил свой первый гол в MLS. 23 марта 2023 года Харриел подписал с «Филадельфией Юнион» новый контракт до конца сезона 2025 с опциями продления на сезоны 2026 и 2027.

### Международная карьера
8 октября 2023 года Харриел был вызван в сборную США до 23 лет для участия в тренировочном лагере, включавшем два матча со сборными Мексики и Японии.
5 января 2024 года Харриел был впервые вызван в сборную США, в ежегодный январский тренировочный лагерь, завершавшийся товарищеским матчем со сборной Словении.

## Статистика выступлений
| Выступление          | Выступление      | Выступление      | Лига | Лига | Плей-офф | Плей-офф | Кубок | Кубок | Континент | Континент | Итого | Итого |
| Клуб                 | Лига             | Сезон            | Игры | Голы | Игры     | Голы     | Игры  | Голы  | Игры      | Голы      | Игры  | Голы  |
| -------------------- | ---------------- | ---------------- | ---- | ---- | -------- | -------- | ----- | ----- | --------- | --------- | ----- | ----- |
| Филадельфия Юнион II | USLC             | 2019             | 23   | 0    | —        | —        | —     | —     | —         | —         | 23    | 0     |
| Филадельфия Юнион II | USLC             | 2020             | 13   | 0    | —        | —        | —     | —     | —         | —         | 13    | 0     |
| Филадельфия Юнион II | MLS Next Pro     | 2022             | 5    | 1    | —        | —        | —     | —     | —         | —         | 5     | 1     |
| Филадельфия Юнион II | Итого            | Итого            | 41   | 1    | —        | —        | —     | —     | —         | —         | 41    | 1     |
| Филадельфия Юнион    | MLS              | 2021             | 5    | 0    | 2        | 0        | —     | —     | 0         | 0         | 7     | 0     |
| Филадельфия Юнион    | MLS              | 2022             | 25   | 1    | 0        | 0        | 0     | 0     | —         | —         | 25    | 1     |
| Филадельфия Юнион    | MLS              | 2023             | 25   | 1    | 3        | 1        | 1     | 0     | 10        | 2         | 39    | 4     |
| Филадельфия Юнион    | MLS              | 2024             | 0    | 0    | —        | —        | 0     | 0     | 0         | 0         | 0     | 0     |
| Филадельфия Юнион    | Итого            | Итого            | 55   | 2    | 5        | 1        | 1     | 0     | 10        | 2         | 71    | 5     |
| Всего за карьеру     | Всего за карьеру | Всего за карьеру | 96   | 3    | 5        | 1        | 1     | 0     | 10        | 2         | 112   | 6     |

Источники: Transfermarkt, Soccerway, Football Database EU.